# Paihuano
Paihuano är en kommun i Chile.   Den ligger i provinsen Provincia de Elqui och regionen Región de Coquimbo, i den centrala delen av landet, 400 km norr om huvudstaden Santiago de Chile.
Trakten runt Paihuano är ofruktbar med lite eller ingen växtlighet. Runt Paihuano är det mycket glesbefolkat, med 4 invånare per kvadratkilometer.